# Крушанівська сільська рада
Крушані́вська сільська́ ра́да — адміністративно-територіальна одиниця та орган місцевого самоврядування в Кам'янець-Подільському районі Хмельницької області. Адміністративний центр — село Крушанівка.

## Загальні відомості
Крушанівська сільська рада утворена в 1923 році.
- Територія ради: 21,75 км²
- Населення ради: 768 осіб (станом на 2001 рік)
- Територією ради протікає річка Студениця

## Населені пункти
Сільській раді були підпорядковані населені пункти:
- с. Крушанівка

## Склад ради
Рада складалася з 12 депутатів та голови.
- Голова ради: Посітко Іван Васильович
- Секретар ради: Міщук Галина Миколаївна

### Керівний склад попередніх скликань
| Прізвище, ім'я, по батькові | Основні відомості                                                         | Дата обрання | Дата звільнення |
| --------------------------- | ------------------------------------------------------------------------- | ------------ | --------------- |
| Посітко Іван Васильович     | Сільський голова, 1951 року народження, освіта вища, член Народної партії | 26.03.2006   | 31.10.2010      |
| Посітко Іван Васильович     | Сільський голова, 1951 року народження, освіта вища, член Народної партії | 31.10.2010   |                 |

Примітка: таблиця складена за даними сайту Верховної Ради України

### Депутати
За результатами місцевих виборів 2010 року депутатами ради стали:

#### За суб'єктами висування
| Суб'єкт висування | Кількість обраних депутатів | %    |
| ----------------- | --------------------------- | ---- |
| Народна партія    | 8                           | 66,7 |
| Самовисування     | 4                           | 33,3 |

#### За округами
| № округу       | Прізвище, ім'я, по батькові   | Дата визнання обраним | Освіта             | Партійна приналежність                  | Відомості про обраного депутата                        |
| -------------- | ----------------------------- | --------------------- | ------------------ | --------------------------------------- | ------------------------------------------------------ |
| Народна Партія |                               |                       |                    |                                         |                                                        |
| 1              | Делечук Катерина Петрівна     | 05.11.2010            | середня спеціальна | член Народної партії                    | фельдшерсько-акушерський пункт с. Крушанівка, замісник |
| 2              | Лавський Микола Йосипович     | 05.11.2010            | середня спеціальна | член Політичної партії «Сильна Україна» | приватний підприємець, ветеринарний лікар              |
| 6              | Міщук Галина Миколаївна       | 05.11.2010            | вища               | член Народної партії                    | Крушанівська сільська рада, секретар                   |
| 7              | Рибак Зінаїда Василівна       | 05.11.2010            | середня спеціальна | член Народної партії                    | Бібліотека с. Крушанівка, бібліотекар                  |
| 9              | Кірпота Наталія Олександрівна | 05.11.2010            | вища               | член Народної партії                    | Крушанівський ДНЗ «Дзвіночок», завідувачка             |
| 10             | Кріль Микола Іванович         | 05.11.2010            | вища               | член Народної партії                    | пенсіонер                                              |
| 11             | Куликова Ніна Василівна       | 05.11.2010            | середня спеціальна | член Народної партії                    | Крушанівська сільська рада, бухгалтер                  |
| 12             | Міщук Анатолій Миколайович    | 05.11.2010            | середня спеціальна | член Народної партії                    | Крушанівська МПО, начальник                            |
| Самовисування  |                               |                       |                    |                                         |                                                        |
| 3              | Думанська Інна Василівна      | 05.11.2010            | вища               | позапартійна                            | Крушанівська загальноосвітня школа І-ІІІ ст., директор |
| 4              | Галампета Анатолій Васильович | 05.11.2010            | вища               | позапартійний                           | Крушанівська загальноосвітня школа І-ІІІ ст., вчитель  |
| 5              | Продан Вікторія Миколаївна    | 23.02.2015            | вища               | позапартійна                            | Крушанівська сільська рада, діловод                    |
| 8              | Варварук Галина Миколаївна    | 05.11.2010            | вища               | позапартійна                            | Крушанівська загальноосвітня школа І-ІІІ ст., вчителем |